# Štít Korženěvské
Štít Korženěvské (rusky: пик Корженевской, od roku 2020 štít Ozodi) je se svou výškou 7105 m třetím nejvyšším vrcholem Tádžikistánu. Nachází se v pohoří Pamír, 13 km severně od štítu Ismaila Samaního (dříve štít Komunismu), který je nejvyšším vrcholem Pamíru.

## Název
Horu objevil v roce 1910 ruský geograf Nikolaj Korženěvskij a pojmenoval ji podle své manželky Jevgenie. Štít obtéká několik větších ledovců.
Nařízením vlády Tádžikistánu ze dne 27. května 2020 č. 282 došlo k přejmenování hory na štít Ozodi.

## Historie výstupů
Jako první jej v roce 1953 zdolali sovětští horolezci.
Štít Korženěvské patřil k pěti sedmitisícovkám (což zahrnuje i vrchol Chan Tengri, jehož výška se mnohdy udává jako 6995 m), jež musel sovětský horolezec zdolat, pokud chtěl získat Cenu sněžného leoparda – nejvyšší ocenění pro horolezce v bývalém SSSR. Štít Korženěvské byl prý po Leninově štítu druhým nejlehčím vrcholem. Nicméně nejde o žádnou malou horu. Štít Korženěvské je mezi horolezci oblíben právě pro svoji nevelkou technickou náročnost a dobrou dosažitelnost okolí pomocí dopravních prostředků.